# Pontonema brevicaudatoides
Pontonema brevicaudatoides is een rondwormensoort uit de familie van de Oncholaimidae. De wetenschappelijke naam van de soort is voor het eerst geldig gepubliceerd in 1920 door Menzel.